# Lajos Áprily
Dans le nom hongrois Áprily Lajos, le nom de famille précède le prénom, mais cet article utilise l’ordre habituel en français Lajos Áprily, où le prénom précède le nom.
Lajos Áprily, né Lajos Jékely le 14 novembre 1887 à Brassó, alors en Autriche-Hongrie, et décédé le 6 août 1967 à Budapest, est un poète et traducteur hongrois. Il était le père de Zoltán Jékely.